# Royal Orée Tennis Hockey & Bridge Club
Royal Orée Tennis Hockey & Bridge Club is een Belgische tennis-, hockey-, bridgeclub uit Brussel. 